# 2299 Hanko
2299 Hanko (1941 SZ) là một tiểu hành tinh vành đai chính được phát hiện ngày 25 tháng 9 năm 1941, bởi Vaisala, Y. ở Turku. Nó được đặt theo tên Hanko, the southernmost town in southern Phần Lan.